# SOKO Leipzig/Staffel 4
Die vierte Staffel der deutschen Krimiserie SOKO Leipzig feierte ihre Premiere am 17. Oktober 2003 auf dem Sender ZDF. Das Finale wurde am 2. April 2004 gesendet.
Die Episoden der Staffel wurden auf dem freitäglichen 21:15-Uhr-Sendeplatz erstausgestrahlt.

## Darsteller
| Rollenname                                      | Schauspieler             |
| ----------------------------------------------- | ------------------------ |
| Kriminalhauptkommissar Hans-Joachim Trautzschke | Andreas Schmidt-Schaller |
| Kriminaloberkommissar Jan Maybach               | Marco Girnth             |
| Kriminaloberkommissarin Ina Zimmermann          | Melanie Marschke         |
| Kriminalkommissar Miguel Alvarez                | Gabriel Merz             |
| Rechtsmedizinerin Dr. Kathrin Conradi           | Margrit Sartorius        |

## Episoden
| Nr. (ges.) | Nr. (St.) | Originaltitel           | Erstausstrahlung D | Regie              | Drehbuch                             | Prod. code |
| --- | --------- | ----------------------- | ------------------ | ------------------ | ------------------------------------ | ---------- |
| 41 | 1         | Der böse Blick          | 17. Okt. 2003      | Oren Schmuckler    | Axel Hildebrand                      | 54         |
| Während des Wave-Gothic-Treffens in Leipzig wird ein abgeschlagener Kopf aufgefunden. Die Ermittlungen führen die SOKO-Beamten in die Gothic-Szene zur Band „Der Böse Blick“. Das Motiv scheint Eifersucht zu sein, doch als der Nachhilfelehrer Rainer Kollberg einen Drohbrief mit Morddrohungen erhält, müssen die Ermittler schnell handeln. |           |                         |                    |                    |                                      |            |
| 42 | 2         | Die Millionärin         | 24. Okt. 2003      | Oren Schmuckler    | Eva Zahn, Volker A. Zahn             | 51         |
| Andreas Hennebach, der Ehemann einer Quizshowgewinnerin, wird in ihrem Leipziger Plattenbau erschlagen. Gerda Hennebach, die kürzlich eine Million gewonnen hatte, hat nun viele neue Freunde, doch bei den Ermittlungen finden die SOKO-Beamten heraus, dass nicht nur die ominösen Freunde und Familie des Ehepaares gelogen haben, sondern auch Gerda Hennebach selbst. Doch Kriminalhauptkommissar Trautzschke gefällt die scheinbare ehrliche Art der Gewinnerin. |           |                         |                    |                    |                                      |            |
| 43 | 3         | Tödliche Falle          | 31. Okt. 2003      | Michel Bielawa     | Roland Heep, Frank Koopmann          | 49         |
| Kriminalkommissar Alvarez ist auf dem Weg zu einem Treffen mit Kriminalkommissar Maybach, als er zwei aus einer Fabrik flüchtende Einbrecher bemerkt und ihnen folgt. Doch die beiden locken den Ermittler in eine Falle. Ihm gelingt es, einen der beiden festzunehmen, doch der andere Einbrecher kann nach einem Schusswechsel fliehen und Alvarez und seinen Komplizen in einem Bunker einsperren. Als das Team dann zu einem Raubmord in die Fabrik gerufen werden, fällt ihnen das Auto ihres Kollegen auf und sie ahnen, dass er sich in Gefahr befindet. Für den Kommissar und den festgenommenen Verbrecher beginnt ein gemeinsamer Kampf um Leben und Tod. Gastdarsteller: Aaron Hildebrand als Ralf Mende, Nicolas Lansky als Hans Gasser, Petra Schmidt-Schaller als Sabrina Gasser |           |                         |                    |                    |                                      |            |
| 44 | 4         | Das Geheimnis der Braut | 14. Nov. 2003      | Michel Bielawa     | Heike Rübbert                        | 45         |
| Kriminaloberkommissarin Ina Zimmermann wird von ihrem Ex-Freund Wolf zu dessen Hochzeit eingeladen, doch direkt nach der kirchlichen Trauung wird die Braut Maria erschlagen. Der Vater des Bräutigams, Reinhard Künast, hatte einen Privatdetektiv auf die Braut angesetzt, der die Vorgeschichte der ehemaligen Prostituierten ermittelt. Ina Zimmermann, die niemanden von ihrem Beruf erzählt hatte, ermittelt undercover und findet heraus, dass neben Wolf und Reinhard Künast, die vor der Trauung von Marias Vergangenheit erfahren hatten, auch Bernd Proske von der Vorgeschichte der Braut wissen könnte. Jedoch gerät auch Beate Richter, die Wolf seit jeher liebt, ins Visier der Ermittlungen und es kommen mehrere Geheimnisse ans Tageslicht, auch das Ende von Ina und Wolfs Beziehung betreffend. Gastdarsteller: Tom Mikulla als Wolf Künast, Joachim Paul Assböck als Bernd Proske, Ann-Cathrin Sudhoff als Nadja Proske, Anette Hellwig als Beate Richter |           |                         |                    |                    |                                      |            |
| 45 | 5         | Benni und die Detektive | 21. Nov. 2003      | Christoph Eichhorn | Wolfgang Bellmer                     | 39         |
| Mitten in der Nacht flüchtet Benni, der Sohn von Kriminaloberkommissar Maybach, durch das Fenster seines Zimmers, um mit seinen Freunden Hendrik und Louiza eine Disco zu besuchen. Doch auf dem Weg fällt ihnen ein Mann auf, der scheinbar etwas vergräbt. Benni notiert sich das Kennzeichen. Jan Maybach ist sauer auf seinen Sohn, der ihm aber nicht von den Ereignissen erzählt. Die Kinder schwänzen am nächsten Tag die Schule, um Nachforschungen anzustellen. Währenddessen wird im Wald die Leiche von Immobilienmakler Herbert Fenselau gefunden. Die SOKO ermittelt, aber die kleine Detektive kommen ihnen zuvor und geraten in eine große Gefahr. Gastdarsteller: Jörg Dathe als Bernd Brockwitz, Melanie Rühmann als Tessie Mahlmann, Elisabeth Goder als Louiza, Ron Herrmann als Hendrik, Regine Vergeen als Margit Fenselau |           |                         |                    |                    |                                      |            |
| 46 | 6         | Außer Kontrolle         | 28. Nov. 2003      | Oren Schmuckler    | Dinah Marte Golch, Michael B. Müller | 52         |
| Kunsthistoriker Guido Wichnarz wird erschlagen in der Krypta der Kirche von Pfarrer Lubig gefunden. Ein Verdächtiger ist schnell gefunden, doch das Verhör eskaliert und Gemeindemitglied Jochen Carstens nimmt Kriminaloberkommissarin Zimmermann als Geisel. Er behauptet, der Pfarrer sei in einen Kunstfälscherskandal verwickelt, und stellt der SOKO ein Ultimatum. Doch Kriminalhauptkommissar Trautzschke bringt das Spezialeinsatzkommando in Stellung. Gastdarsteller: Hans Uwe Bauer als Pfarrer Lubig, Daniel Morgenroth als Jochen Carstens, Achim Wolff als Manfred Matern, Bettina Lohmeyer als Uta Lubig |           |                         |                    |                    |                                      |            |
| 47 | 7         | Auf der Flucht          | 12. Dez. 2003      | Patrick Winczewski | Dinah Marte Golch, Michael B. Müller | 43         |
| Der Bankräuber Wolfgang Bongartz soll dem Team der SOKO und Staatsanwältin Dr. Monika Lindner helfen, den Banküberfall, an dem er beteiligt war, zu rekonstruieren. Es gelingt ihm die Flucht, indem er eine Waffe aus der Handtasche der Bankangestellten Martina Bentele zieht. Neben ihr gerät auch die Freundin des Räubers, Valerie Fischer, ins Visier der Ermittlungen. Doch dann stellt sich heraus, dass die Waffe aus der Asservatenkammer der Polizei stammt. Gastdarsteller: Bernhard Schir als Wolfgang Bongartz, Marjam Azemoun als Martina Bentele, Alexandra Losito als Valerie Fischer, Loretta Stern als Swenja Birkholz |           |                         |                    |                    |                                      |            |
| 48 | 8         | Engel der Nacht         | 30. Dez. 2003      | Michel Bielawa     | Markus Stromiedel                    | 47         |
| Die SOKO observiert Clubbesitzer Volker Junghanns, um diesen als Drogenboss zu überführen. Als sie kurz vor einer Heroinlieferung ein halb bewusstes Mädchen aus dem Club gebracht wird, befiehlt Kriminaloberkommissar Maybach den Zugriff. Doch die Razzia scheitert und die SOKO steht mit leeren Händen da. Der Ermittler fühlt sich machtlos, denn die Drogenbande spricht auch an der Schule seines Sohnes schon Mädchen an. Am nächsten Morgen wird dann eine weibliche Leiche gefunden. Sie war drogensüchtig und hat den Stempel des Clubs von Junghanns auf ihrer Hand. Gastdarsteller: Dirk Galuba als Volker Junghanns, Oliver Bootz als Manfred Kühn, Jürgen Tonkel als Bernd Hofmann, Oona Devi Liebich als Maja Hofmann, Vanessa Berthold als Verena |           |                         |                    |                    |                                      |            |
| 49 | 9         | Notwehr                 | 2. Jan. 2004       | Michel Bielawa     | Rainer Butt                          | 46         |
| Kriminaloberkommissar Maybach erfährt auf dem Nachhauseweg per Funk von einer Schießerei und fährt zum Einsatzort. Dort angekommen, sieht er sich die Situation an: Der Inhaber der Kaffeerösterei Weidenfels, Lutz Weidenfels, will sich und seine Frau umbringen, doch der Beamte ist schneller und tötet Weidenfels. Die Staatsanwaltschaft leitet Ermittlungen gegen den SOKO-Ermittler ein. Derweil beschäftigt seine Kollegen ein Raubmord. Die Juweliersgattin Jutta Klein wurde auf dem Weg zur Bank erschossen. Als Kriminalkommissar Alvarez eine Verbindung zwischen dem aktuellen Fall und der Kaffeerösterei findet, erscheint der Fall logisch. Gastdarsteller: Renate Geißler als Helga Weidenfels, Fabian Harloff als Tobias Weidenfels, Natalie O’Hara als Rita Weidenfels, Ellen Hellwig als Jutta Klein, Erik Brünner als Lutz Weidenfels |           |                         |                    |                    |                                      |            |
| 50 | 10        | Sansibar                | 9. Jan. 2004       | Michel Bielawa     | Jürgen Starbatty                     | 55         |
| Kriminalhauptkommissar Trautzschke will von Dresden zurück nach Leipzig fahren, doch er muss über die Landstraßen ausweichen, da es auf der Autobahn einen Stau gibt. Als ihm dann auch noch das Benzin ausgeht, fragt er auf einem Bauernhof nach etwas Sprit. Doch ihm kommt die Situation merkwürdig vor und er ruft seine Kollegen an, da wird er allerdings schon niedergeschlagen. Das Team versucht seinen Chef zu lokalisieren und findet heraus, dass er sich in den Händen des entflohenen Mörders Jürgen Tomczek befindet. Trautzschke versucht derweil, dem autistischen Bruder Tomczeks, Bernhard, die Lage klarzumachen. Gastdarsteller: Hannes Jaenicke als Jürgen Tomczek, Philipp Danguillier als Bernhard, Mariella Ahrens als Andrea Tomczek, Andreas Borcherding als Wolfgang Thielen |           |                         |                    |                    |                                      |            |
| 51 | 11        | Heiße Ware              | 16. Jan. 2004      | Michel Bielawa     | Hen Hermanns, Ralf Pingel            | 57         |
| Autobahnpolizist Frank Hübner wird in seinem Revier auf einem Raststättenparkplatz erschossen. Eine Zeugin behauptet, einen zweiten Polizisten in der Nähe des Tatortes gesehen haben, doch Hübners Partner Lothar Kropp war angeblich in der Raststätte. Als die Kollegen des Toten etwas zu verschweigen scheint, wird Kriminalkommissar Alvarez undercover in die Autobahnpolizei eingeschleust. Gastdarsteller: Karl Kranzkowski als Lothar Kropp, Hilmar Eichhorn als Hornbach, Claudius Freyer als Czerna, Jana Kozewa als Susanne Scharr, Thomas Dehler als Frank Hübner, Angela Hobrig als Marion Hübner |           |                         |                    |                    |                                      |            |
| 52 | 12        | Sein letztes Date       | 23. Jan. 2004      | Christoph Eichhorn | Nikos Ligouris, Claus Wilbrandt      | 60         |
| In seinem Fitnessstudio wird Mike Helmer tot in der Sauna aufgefunden. Da die Saunatür von außen versperrt worden war, gehen die Ermittler von Mord aus. Rechtsmedizinerin Dr. Kathrin Conradi, Mitglied im Fitnessstudio, berichtet von unzähligen Affären des Toten. Zwei Verdächtige sind schnell gefunden, doch als der Frauenarzt einer der Verdächtigen den Kommissaren erzählt, dass Helmer HIV-positiv war, kommt neues Licht in den Fall. Gastdarsteller: Dorkas Kiefer als Pia Reuter, Fritzi Eichhorn als Viviane Radler, Alissa Jung als Julia Hagemann, Niki Greb als Susanne Walz, Tim Seyfi als Dr. Hakim Winterfeld |           |                         |                    |                    |                                      |            |
| 53 | 13        | Herrenrunde             | 30. Jan. 2004      | Michel Bielawa     | Eva Zahn, Volker A. Zahn             | 56         |
| Eckhard Berger, ein schwuler Versicherungskaufmann, stürzt im Treppenhaus seiner Versicherung uns stirbt. Da er auf eine Videobotschaft seinen Vorgesetzten schwer belastet, glauben die Ermittler nicht an einen Unfall. Sie nehmen die Ermittlungen auf und schleusen Kriminaloberkommissar Maybach in die Arbeitsstätte ein. Dort wusste niemand von seiner sexuellen Neigung, doch das Klima scheint allgemein nicht gut zu sein, denn die Kollegen mobben sich untereinander auf Extremste. Gastdarsteller: Klaus Schindler als Jürgen Wiesehöfer, Timo Dierkes als Michael Nauen, Steffen Schroeder als Sven Lienecke, Harry Blank als Paul Bingemann, Charlotte Crome als Renate Bingemann, Liv Tullia als Marlen Bramstedt |           |                         |                    |                    |                                      |            |
| 54 | 14        | Grenzverkehr            | 13. Feb. 2004      | Michel Bielawa     | Rainer Butt                          | 58         |
| Der Spediteur Stefan König wurde ermordet. Die Spuren an der Leiche führen die Ermittler zu einem Straßenstrich in der Tschechischen Republik. Kriminaloberkommissar Maybach und Kriminalkommissar Alvarez ermitteln undercover. Es stellt sich heraus, dass König ein Doppelleben führte. Dann taucht die ukrainische Prostituierte Ljuba bei der Familie des Opfers auf. Gastdarsteller: Holger Hübner als Bernd Lamberz, Edda Leesch als Melanie König, Anna Fischer als Sandra König, Nadja Bobyleva als Ljuba, Wladimir Matuchin als Radek, Marek Wlodarczyk als Thomas Simak |           |                         |                    |                    |                                      |            |
| 55 | 15        | Durchgebrannt           | 27. Feb. 2004      | Christoph Eichhorn | Eva Zahn, Volker A. Zahn             | 59         |
| Jürgen Dannemann, ein Unternehmer, ist insolvent und wurde von seiner Frau, die den gemeinsamen Sohn mitgenommen hat, verlassen. Als er sich dann auf die Suche nach den beiden machen, muss er auf den Bus ausweichen, da sein Auto gepfändet wurde. Doch als der Automat seine Geldscheine nicht annimmt und er auch noch kontrolliert wird, zieht er eine Pistole. Als er das befreundete Ehepaar Andrea und Dieter Kreimayer als Geisel nimmt, muss die SOKO reagieren. Gastdarsteller: Jürgen Zartmann als Jürgen Dannemann, Sandra Nedeleff als Juliane Dannemann, Till Facius als Lukas Dannemann, Peter Rauch als Dieter Kreimayr, Katharina Schütz als Andrea Kreimayr |           |                         |                    |                    |                                      |            |
| 56 | 16        | Der Auftragsmord        | 5. März 2004       | Christoph Eichhorn | Roland Heep, Frank Koopmann          | 62         |
| Vor der Firma seines Vaters wird Marco Schütte überfahren. Er war in Begleitung der Sekretärin und Geliebten seines Vaters, Nicole Heinlein. Der Fall scheint schnell gelöst: Ariane Schütte, Mutter des Opfers, hatte einen Auftragsmörder auf ihren Ehemann angesetzt und 10.000 € gezahlt. Doch es scheint zu einer folgenschweren Verwechslung gekommen zu sein. Die Ermittler müssen nun Christian Schütte beschützen und den Mörder finden. Gastdarsteller: Tina Engel als Ariane Schütte, Michael Greiling als Christian Schütte, Sascha Ö. Soydan als Nicole Heinlein, Waléra Kanischtscheff als Andreij Ivanow |           |                         |                    |                    |                                      |            |
| 57 | 17        | Das Phantom             | 12. März 2004      | Michel Bielawa     | Hen Hermanns                         | 48         |
| Seit Wochen treibt ein Graffitisprayer seit Unwesen. Diesmal will er am Leipziger City-Hochhaus seine Botschaft hinterlassen, doch ein Unbekannter kappt das Seil, und Max Trenker, „Das Phantom“ stürzt ab. Als in der nächsten Nacht das Völkerschlachtdenkmal besprüht wird, sind die Ermittler irritiert. Handelt es sich um einen Nachahmer, oder war der Tote gar nicht der gesuchte Sprayer? Kriminaloberkommissar Maybach und Kriminalkommissar Alvarez legen sich auf die Lauer, während Kriminaloberkommissarin Zimmermann versucht, die Botschaften des Phantoms zu entschlüsseln. Gastdarsteller: Mickey Hardt als Paul Meissen, Johannes Hitzblech als Andreas Köster, Jule Gartzke als Nadja Köster, Frank Kessler als Kevin Marx, Günter Kurze als Raimund Schenk |           |                         |                    |                    |                                      |            |
| 58 | 18        | Die Schlangengrube      | 19. März 2004      | Oren Schmuckler    | Inès Keerl                           | 50         |
| Der Vermieter Franz Küfer wird mit einem Schlangenbiss ermordet. Seine Mieter hatten ihm die Hilfe verweigert und es stellt sich heraus, dass jeder auch ein Motiv hatte. Doch nicht nur die Mieter, sondern auch Küfers Sohn Christoph hatte Streit mit seinem Vater. Gastdarsteller: Helga Göring als Lilian Wester, Steffen Groth als Christoph Küfer, Annika Blendl als Jacqueline Schönemann, Jesco Wirthgen als Richie Beyer |           |                         |                    |                    |                                      |            |
| 59 | 19        | Speed                   | 26. März 2004      | Oren Schmuckler    | Sebastian Andrae                     | 53         |
| Die Fahrradkuriere der Fahrradkurierfirma von Utz Karger werden zum wiederholten Male überfallen, doch diesmal stirbt der Überfallene. Um dem Täter zu finden, wird Kriminalkommissar als Fahrradkurier Miguel Alvarez in die Firma eingeschleust, doch der Täter führt die Ermittler auf eine falsche Fährte: Der Kurierfahrer Andi Buckwitz wird wegen eines dringenden Tatverdachtes festgenommen, daraufhin kommt es allerdings zu einem neuerlichen Überfall und die Beamten der SOKO müssen mit den Ermittlungen noch einmal von vorn beginnen. Gastdarsteller: Uwe Rathsam als Utz Karger, Brigitte Zeh als Jenny Gellert, Vinzenz Kiefer als Andi Buckwitz, Manon Straché als Henriette Stapelfeldt, Peter Wohlfeil als Martin Jablonski |           |                         |                    |                    |                                      |            |
| 60 | 20        | Der unsichtbare Tod     | 2. Apr. 2004       | Christoph Eichhorn | Roland Heep, Frank Koopmann          | 61         |
| Der Laborleiter eines nuklearmedizinischen Labores, Dr. Thomas Jordan, wurde radioaktiv verstrahlt und wird sterben. Jemand hat die Versuchsanordnung im Labor manipuliert. Der Verdacht fällt auf seine Geschäftspartner Mathias Draber, der ihn bei einer Neuanschaffung übergangen hatte, und Peter Sawatzki, der eine Affäre mit Jordans Ehefrau hat. Als die Ermittler Jordan von den Ermittlungsergebnissen berichten, macht er sich selbst auf die Suche nach seinem Mörder. Gastdarsteller: Rüdiger Vogler als Dr. Thomas Jordan, Tobias Hoesl als Peter Sawatzki, Hans Klima als Mathias Draber, Christin Baechler als Helena Jordan, Thomas Arnold als Kai-Uwe Müller |           |                         |                    |                    |                                      |            |